# Polymixis chehebia
Polymixis chehebia là một loài bướm đêm trong họ Noctuidae.